# Canthigaster callisterna
Canthigaster callisterna es una especie de peces de la familia Tetraodontidae en el orden de los Tetraodontiformes.

## Morfología
Los machos pueden llegar alcanzar los 23 cm de longitud total.

## Hábitat
Es un pez de mar y, de clima templado y demersal que vive hasta los 250 m de profundidad.

## Distribución geográfica
Se encuentra en el Pacífico suroccidental: Australia (incluyendo las islas Norfolk), Nueva Caledonia y Nueva Zelanda (incluyendo las islas Kermadec).